# عاري بين الذئاب (فلم)
عاري بين الذئاب (بالألمانية: Nackt unter Wolfen) هو فيلم ألماني إنتاج عام 1963

## قصة الفيلم
تدور أحداث الفيلم في أحد السجون الألمانية قبل الوحدة حيث يتسلل طفل إلى سجن في حقيبة أحد المسجونين مع متعلقاته. وداخل السجن يبدأ الخبر بالانتشار حتى يعلم كل المساجين بهذا الطفل الذي أخفاه بعض المساجين الخائفين عليه ولكن الخبر يصل إلى القيادات العسكرية في هذا السجن، ويبدأ البحث عن الطفل ويتخلل ذلك مشاهد من صور التعذيب التي كانت في السجون الألمانية في هذا الوقت. ويصل الحال إلى ذروته حين يمتنع السجناء عن الخروج. وذلك رغم تهديدهم باجتياح السجن والمعسكر من قبل قوات معادية وذلك خوفا على الطفل وأن يتضح أمره. ولا يخرج السجناء إلا وقد ثاروا على ساجنيهم وهروبهم من المعسكر وانتصارهم على تلك القيادات العسكرية

### وصلات خارجية
- عاري بين الذئاب على موقع IMDb (الإنجليزية)
- عاري بين الذئاب على موقع روتن توميتوز (الإنجليزية)
- عاري بين الذئاب على موقع نتفليكس (الإنجليزية)
- عاري بين الذئاب على موقع ألو سيني (الفرنسية)
- عاري بين الذئاب على موقع Turner Classic Movies (الإنجليزية)
- عاري بين الذئاب على موقع أول موفي (الإنجليزية)
- عاري بين الذئاب على موقع فيلمافينيتي (الإسبانية)
- عاري بين الذئاب على موقع قاعدة بيانات الأفلام السويدية (السويدية)
- عاري بين الذئاب على موقع قاعدة بيانات الفيلم (الإنجليزية)
- عاري بين الذئاب على موقع ليتربوكسد (الإنجليزية)